# Morti nel 1982/Dicembre
| Questa pagina contiene informazioni ricavate automaticamente dalle voci biografiche con l'ausilio del template Bio e di un bot. L'aggiornamento è periodico e automatico e ricostruisce completamente la pagina. Se manca una persona in questa lista, sei pregato di non aggiungerla, ma accertati piuttosto che la sua voce biografica contenga il template Bio e che i dati anagrafici siano correttamente compilati. Se il template Bio manca, inseriscilo tu stesso o, in alternativa, metti l'avviso {{tmp\|Bio}} che ne segnala la mancanza. Se i dati riportati sono sbagliati, correggi direttamente la voce biografica; le modifiche saranno visibili in questa lista entro pochi giorni. Per chiarimenti vedi il progetto biografie. La lista contiene solo le 95 persone che sono citate nell'enciclopedia e per le quali è stato implementato correttamente il template Bio. Pagina aggiornata al 3 mar 2024. |

- 1º dicembre - Lallo Gori, compositore italiano (n. 1927)
- 1º dicembre - Hugh Plaxton, hockeista su ghiaccio canadese (n. 1904)
- 1º dicembre - Hossein Sadaghiani, allenatore di calcio e calciatore iraniano (n. 1903)
- 2 dicembre - Marty Feldman, comico, attore e sceneggiatore britannico (n. 1934)
- 2 dicembre - Giovanni Ferrari, calciatore e allenatore di calcio italiano (n. 1907)
- 3 dicembre - Renato Vignolini, allenatore di calcio e calciatore italiano (n. 1906)
- 5 dicembre - Heinrich Hertel, ingegnere aeronautico tedesco (n. 1904)
- 5 dicembre - Giuseppe Marchiori, critico d'arte italiano (n. 1901)
- 5 dicembre - Eduardo Sainz de la Maza, chitarrista e compositore spagnolo (n. 1903)
- 7 dicembre - Charles Brooks, criminale statunitense (n. 1942)
- 7 dicembre - José Echeveste, calciatore spagnolo (n. 1899)
- 7 dicembre - Bertus de Harder, calciatore olandese (n. 1920)
- 7 dicembre - Harry Jerome, velocista canadese (n. 1940)
- 7 dicembre - Edvard Westerlund, lottatore finlandese (n. 1901)
- 8 dicembre - József Ember, allenatore di calcio e calciatore ungherese (n. 1908)
- 8 dicembre - Edith Jacobson, psicoanalista statunitense (n. 1897)
- 8 dicembre - André Kamperveen, calciatore, dirigente sportivo e politico surinamese (n. 1924)
- 8 dicembre - Marty Robbins, cantautore e musicista statunitense (n. 1925)
- 8 dicembre - Ján Smrek, poeta, scrittore e giornalista slovacco (n. 1898)
- 9 dicembre - Janusz Patrzykont, cestista e allenatore di pallacanestro polacco (n. 1912)
- 10 dicembre - Raúl Banfi, calciatore uruguaiano (n. 1914)
- 10 dicembre - Roy Webb, compositore statunitense (n. 1888)
- 11 dicembre - Worthington Miner, regista, produttore cinematografico e sceneggiatore statunitense (n. 1900)
- 11 dicembre - Adolfo Quilico, chimico italiano (n. 1902)
- 12 dicembre - Lucia Joyce, ballerina italiana (n. 1907)
- 12 dicembre - Siegfried Reischieß, cestista tedesco (n. 1909)
- 13 dicembre - George Grube, politico e attivista canadese (n. 1899)
- 14 dicembre - Pengiran Anak Mohammad Alam, principe e politico bruneiano (n. 1918)
- 14 dicembre - Achille Adriani, archeologo italiano (n. 1905)
- 14 dicembre - Melkiorre Melis, artista italiano (n. 1889)
- 15 dicembre - Callista di Lippe,  tedesca (n. 1895)
- 15 dicembre - Adalberto di Savoia-Genova, generale italiano (n. 1898)
- 16 dicembre - Colin Chapman, ingegnere, pilota automobilistico e imprenditore britannico (n. 1928)
- 16 dicembre - Heinrich Christian Siekmeier, politico tedesco (n. 1901)
- 17 dicembre - Vittorio Gorresio, giornalista e saggista italiano (n. 1910)
- 17 dicembre - Philipp Jarnach, compositore e direttore d'orchestra tedesco (n. 1892)
- 17 dicembre - Leonid Borisovič Kogan, violinista sovietico (n. 1924)
- 17 dicembre - Big Joe Williams, chitarrista e cantante statunitense (n. 1903)
- 18 dicembre - Attilio Germano, politico italiano (n. 1903)
- 18 dicembre - Harry Glantz, trombettista ucraino (n. 1896)
- 18 dicembre - Keogh Gleason, scenografo statunitense (n. 1906)
- 18 dicembre - Hans Hahn, aviatore tedesco (n. 1914)
- 18 dicembre - Willi Multhaup, allenatore di calcio tedesco (n. 1903)
- 18 dicembre - Hans-Ulrich Rudel, aviatore tedesco (n. 1916)
- 18 dicembre - Wu Yonggang, regista cinese (n. 1907)
- 19 dicembre - Dwight Macdonald, scrittore, filosofo e sociologo statunitense (n. 1906)
- 19 dicembre - Renato Righetti, scultore e pittore italiano (n. 1905)
- 19 dicembre - Boris Smirnov, attore sovietico (n. 1908)
- 19 dicembre - Frederick Emmons Terman, ingegnere statunitense (n. 1900)
- 20 dicembre - Raisa Aronova, aviatrice russa (n. 1920)
- 20 dicembre - Friedrich Buchardt, militare tedesco (n. 1909)
- 20 dicembre - Karol Dobay, calciatore cecoslovacco (n. 1928)
- 20 dicembre - Arthur Rubinstein, pianista polacco (n. 1887)
- 21 dicembre - Charles Hapgood, storico statunitense (n. 1904)
- 21 dicembre - Pierre Voizard, politico e funzionario francese (n. 1896)
- 22 dicembre - Maria Luisa Astaldi, scrittrice, critico letterario e giornalista italiana (n. 1899)
- 22 dicembre - Giancarlo Cappelli, montatore italiano (n. 1912)
- 23 dicembre - Vit'ali Daraselia, calciatore sovietico (n. 1957)
- 23 dicembre - Gino Corrado, attore italiano (n. 1893)
- 23 dicembre - Teseo Taddia, martellista italiano (n. 1920)
- 23 dicembre - Jack Webb, attore, regista e sceneggiatore statunitense (n. 1920)
- 24 dicembre - Louis Aragon, poeta e scrittore francese (n. 1897)
- 24 dicembre - Maurice Biraud, attore e conduttore radiofonico francese (n. 1922)
- 24 dicembre - Sigismondo Chigi Albani della Rovere, IX principe di Farnese, principe italiano (n. 1894)
- 24 dicembre - Silvio Milazzo, politico italiano (n. 1903)
- 24 dicembre - Atanasij Velykyj, storico e presbitero ucraino (n. 1918)
- 25 dicembre - Antonio Daniele, politico italiano (n. 1903)
- 25 dicembre - Mario Fiorentino, architetto e urbanista italiano (n. 1918)
- 25 dicembre - Helen Foster, attrice statunitense (n. 1906)
- 25 dicembre - Emma Galli, pittrice italiana (n. 1893)
- 25 dicembre - Giuseppe Norsa, calciatore italiano (n. 1898)
- 26 dicembre - Antoine Gimenez, anarchico e rivoluzionario italiano (n. 1910)
- 26 dicembre - Elbira Zipitria, pedagoga spagnola (n. 1906)
- 27 dicembre - Alessandro Cucciolini, calciatore italiano (n. 1904)
- 27 dicembre - Paul Nowak, cestista statunitense (n. 1914)
- 27 dicembre - Jack Swigert, astronauta statunitense (n. 1931)
- 28 dicembre - Antonio Attanasio, nuotatore italiano (n. 1950)
- 28 dicembre - Renato Sáinz, calciatore boliviano (n. 1899)
- 29 dicembre - Abramo Allione, produttore discografico, editore e compositore italiano (n. 1895)
- 29 dicembre - Jack Brett, pilota motociclistico britannico (n. 1918)
- 29 dicembre - Max de Terra, pilota automobilistico svizzero (n. 1918)
- 30 dicembre - Giuseppe Aquari, direttore della fotografia italiano (n. 1916)
- 30 dicembre - Kurt Brennecke, generale tedesco (n. 1891)
- 30 dicembre - Philip Hall, matematico britannico (n. 1904)
- 30 dicembre - Philippe Hersent, attore francese (n. 1912)
- 30 dicembre - John Main, monaco cristiano britannico (n. 1926)
- 30 dicembre - Avelino Martins, calciatore portoghese (n. 1905)
- 30 dicembre - Remo Rossi, scultore svizzero (n. 1909)
- 30 dicembre - Vinicio Sofia, attore e doppiatore italiano (n. 1907)
- 30 dicembre - Alberto Vargas, pittore e illustratore peruviano (n. 1896)
- 31 dicembre - Nino D'Aroma, politico e giornalista italiano (n. 1902)
- 31 dicembre - Wilhelm Dieckvoß, astronomo tedesco (n. 1908)
- 31 dicembre - Kurt Friedrichs, matematico tedesco (n. 1901)
- 31 dicembre - Otto Hofmann, militare tedesco (n. 1896)
- 31 dicembre - Valerio Mariani, storico dell'arte e critico d'arte italiano (n. 1899)